# Gaisberg (Gemeinde Tiefgraben)
Gaisberg ist eine Ortschaft in der Gemeinde Tiefgraben in Oberösterreich.
Die auf der gleichnamigen Anhöhe, einem Ausläufer des Kolomansberges gelegene Rotte befindet sich südwestlich von Mondsee, bestand ursprünglich aus wenigen Gebäuden in Hanglage und die Menschen betrieben hauptsächlich Viehwirtschaft. Zur Ortschaft zählen auch die Rotten Höribachl, Leiten und Riedl, sowie mehrere Einzellagen, darunter das Gasthaus Leidinger Hof und die Erlachmühle. Mit der Etablierung des Tourismus am Mondsee in der zweiten Hälfte des 20. Jahrhunderts wurde der Ort in mehreren Etappen zur Wohnsiedlung mit Blick über den Mondsee um- und ausgebaut. Auftrieb erhielt diese Entwicklung zuletzt auch durch den Golfplatz im benachbarten St. Lorenz.